# Xenosaurus rackhami
La lagartija de escamas granulares (Xenosaurus rackhami) es una especie de reptil perteneciente a la familia Xenosauridae. 

## Descripción
Tiene "canthus temporalis", consistente de una serie longitudinal de escamas agrandadas que se distinguen de las escamas más pequeñas, granulares, en la región temporal; hileras paravertebrales de tubérculos agrandados presentes; una hilera longitudinal de 3--5 supraoculares grandes hexagonales más anchas que largas; vientre usualmente con puntos o marcas oscuras, que pueden ser tenues o ausentes. Cabeza estrechamente triangular de 0,73 mm de ancho X 0,83 mm de largo. Bandas claras transversales sobre el cuerpo frecuentemente más oscuras que el color de fondo; marcas oscuras reducidas a puntos y manchas.

## Distribución
Se distribuye en los estados de Oaxaca y Chiapas en México y también ocurre en Guatemala.

## Hábitat
Es comúnmente encontrado en terrenos volcánicos y rocas, y también en bosques degradados y secundarios. Vive en grietas de rocas.